# Roxasella biarcuatus
Roxasella biarcuatus är en insektsart som beskrevs av Walker 1857. Roxasella biarcuatus ingår i släktet Roxasella och familjen dvärgstritar. Inga underarter finns listade i Catalogue of Life.